# 帕爾科納區
14°02′54″S 75°42′24″W / 14.0483°S 75.7068°W
帕爾科納區（西班牙語：Distrito de Parcona）是秘魯的一個區，位於該國中南部伊卡大區的伊卡省，始建於1962年3月17日，面積17.4平方公里，海拔高度440米，2005年人口46,889，人口密度每平方公里2,700人。